# شهرستان شوف
شهرستان جبل شوف (به عربی: قضاء الشوف) یک سکونتگاه مسکونی در لبنان است که در استان جبل لبنان واقع شده‌است.